# Каприата, Пьер-Джованни
Пье́р Джова́нни Каприа́та (итал. Pier Giovanni Capriata; конец XVI века, Генуя, Генуэзская республика — между 1656 и 1563, там же) — итальянский историк и юрист. Автор «Истории Италии» в двенадцати книгах (1638, 1649 и 1663).

## Биография
Родился в Генуе в конце XVI века. Получил юридическое образование и некоторое время занимался адвокатской практикой. Затем увлёкся современной ему историографией. В 1625 году было издано его первое сочинение в двух книгах — «История военных кампаний в Италии с 1613 по 1618 год» (итал. Historia sopra i movimenti d'arme successi in Italiadall'anno di N.S. 1613 fino al 1618 ). Повествуя в нём о первой войне за монферратское наследство, он представил испанского короля Филиппа III защитником законных прав мантуанского герцога Фердинанда I, а его оппонента — герцога савойского Карла Эммануила I описал агрессором и узурпатором. Про-испанская позиция автора способствовала успеху сочинения у читателей на его родине, так, как в той войне Генуэзская республика была союзницей Испанского королевства. Но когда в феврале 1626 года книги попали к Карлу Эммануилу I, тот приказал уничтожить все экземпляры сочинения в своих владениях, а один из его сыновей, кардинал Маурицио Савойский даже заказал своему советнику написать в ответ книгу с опровержением опуса Каприаты.
Вскоре после этого историк был завербован агентами савойского герцога и оказался замешанным в заговоре Джулио Чезаре Вачеро, сторонника про-французской ориентации. Заговор раскрыли 31 марта 1628 года, и Каприата был вынужден отбыть в Мадрид. Здесь по протекции графа-герцога Оливареса, он получил место юрисконсульта при после испанского короля в Генуе с ежемесячным жалованием в триста дукатов. В 1633 году, по окончании процесса над заговорщиками, Каприата вернулся на родину и начал работу над первыми томами своей «Истории Италии». В 1638 году он опубликовал в Генуе тома с описанием событий с 1513 по 1634 год. В них он снова подверг критике поведение Карла Эммануила I, описывая войну савойского герцогства с генуэзской республикой в 1625 году. Также в невыгодном свете историк представил поведение Венецианской республики в битве при Валеджо. В Венеции оскорбились и даже думали подослать к автору наёмного убийцу. Не понравилось сочинение и римскому папе Урбану VIII из-за критики его непотов, кардиналов Антонио и Франческо Барберини. «Историю Италии» Каприаты внесли в список запрещённых книг в Папской области. Между Святым Престолом и Генуэзской республикой начались переговоры о внесении поправок в сочинение. Эти переговоры генуэзцы пыталась использовать для продвижения своих интересов.
15 февраля 1648 года в Генуе были изданы тома с описанием событий с 1634 по 1644 год. В это время Каприата вступил в переписку с кардиналом Джулио Мазарини, предложив ему свои услуги в качестве историка. В отличие от первых книг его сочинения, в последних он положительно характеризовал политику Французского королевства на Апеннинском полуострове, в частности, историк выступил на стороне вдовствующей герцогини савойской, бывшей регентом при несовершеннолетнем сыне, в её борьбе с братьям покойного супруга.
Последняя часть сочинения Каприаты, включающая шесть томов и описывающая события до 1650 года, вероятно, была написана им по заказу дона Хуана Австрийского, который, после подавления восстания под руководством Мазаньелло, желал укрепить положительное к себе отношение среди подданных в Неаполитанском королевстве. Книга была издана посмертно в 1663 году сыном историка. Сам Каприата умер между 1656 и 1663 годами в родном городе.
Несмотря на обоснованные обвинения в ангажированности автора, «История Италии» получила широкое признание среди читающей публики, как в итальянских государствах, так и за их пределами. В 1663 году на английский язык книгу перевёл граф Генрих Монмунт. Современники Каприаты говорили, что у него павлинье перо, меняющее свой цвет на каждом шагу. Тем не менее, историки XVIII века, скептически относившиеся к работам коллег предыдущего столетия, признавали за его опусом «степень определённой достоверности».